# Rolf Bollmann (Schauspieler)
Rolf Bollmann (* vor 1956) ist ein ehemaliger deutscher Kinderschauspieler.
Bollmann spielte 1956 in einer Nebenrolle als Bäckerjunge Bruno in dem Kinderfilm Die Heinzelmännchen mit. Im selben Jahr folgte eine Hauptrolle in dem Märchenfilm Tischlein deck dich, in der er Hans mit der roten Kappe, einen der drei Söhne des Schneiders, verkörperte. Über seinen weiteren biographischen Werdegang gibt es keine öffentlichen Informationen.

## Filmografie
- 1956: Die Heinzelmännchen (Nebenrolle als Bäckerjunge Bruno)
- 1956: Tischlein deck dich (Hauptrolle als Hans mit der roten Kappe)